# Episodi di Playhouse 90 (prima stagione)
La prima stagione della serie televisiva Playhouse 90 è andata in onda negli Stati Uniti dal 4 ottobre 1956 al 27 giugno 1957 sulla CBS.
| nº | Titolo originale                          | Titolo italiano                  | Prima TV USA     | Prima TV Italia |
| -- | ----------------------------------------- | -------------------------------- | ---------------- | --------------- |
| 1  | Forbidden Area                            |                                  | 4 ottobre 1956   |                 |
| 2  | Requiem for a Heavyweight                 |                                  | 11 ottobre 1956  |                 |
| 3  | Sizeman and Son                           |                                  | 18 ottobre 1956  |                 |
| 4  | Rendezvous in Black                       |                                  | 25 ottobre 1956  |                 |
| 5  | The Country Husband                       | I loro sogni                     | 1º novembre 1956 | 14 ottobre 1959 |
| 6  | The Big Slide                             |                                  | 8 novembre 1956  |                 |
| 7  | Heritage of Anger                         |                                  | 15 novembre 1956 |                 |
| 8  | Eloise                                    |                                  | 22 novembre 1956 |                 |
| 9  | Confession                                |                                  | 29 novembre 1956 |                 |
| 10 | Made in Heaven                            |                                  | 6 dicembre 1956  |                 |
| 11 | Sincerely, Willis Wayde                   |                                  | 13 dicembre 1956 |                 |
| 12 | The Family Nobody Wanted                  |                                  | 20 dicembre 1956 |                 |
| 13 | Massacre at Sand Creek                    | Fame di gloria                   | 27 dicembre 1956 | 12 aprile 1960  |
| 14 | Snowshoes: a Comedy of People and Horses. |                                  | 3 gennaio 1957   |                 |
| 15 | The Ninth Day                             |                                  | 10 gennaio 1957  |                 |
| 16 | So Soon to Die                            |                                  | 17 gennaio 1957  |                 |
| 17 | The Star Wagon                            |                                  | 24 gennaio 1957  |                 |
| 18 | The Greer Case                            |                                  | 31 gennaio 1957  |                 |
| 19 | The Miracle Worker                        |                                  | 7 febbraio 1957  |                 |
| 20 | The Comedian                              |                                  | 14 febbraio 1957 |                 |
| 21 | One Coat of White                         |                                  | 21 febbraio 1957 |                 |
| 22 | The Blackwell Story                       | La storia di Elizabeth Blackwell | 28 febbraio 1957 | 19 aprile 1960  |
| 23 | Invitation to a Gunfighter                |                                  | 7 marzo 1957     |                 |
| 24 | The Last Tycoon                           |                                  | 14 marzo 1957    |                 |
| 25 | The Hostess with the Mostest              |                                  | 21 marzo 1957    |                 |
| 26 | Charley's Aunt                            |                                  | 28 marzo 1957    |                 |
| 27 | Clipper Ship                              |                                  | 4 aprile 1957    |                 |
| 28 | If You Knew Elizabeth                     |                                  | 11 aprile 1957   |                 |
| 29 | Three Men on a Horse                      |                                  | 18 aprile 1957   |                 |
| 30 | Four Women in Black                       |                                  | 25 aprile 1957   |                 |
| 31 | Child of Trouble                          |                                  | 2 maggio 1957    |                 |
| 32 | Homeward Borne                            |                                  | 9 maggio 1957    |                 |
| 33 | The Helen Morgan Story                    |                                  | 16 maggio 1957   |                 |
| 34 | Winter Dreams                             |                                  | 23 maggio 1957   |                 |
| 35 | Circle of the Day                         |                                  | 30 maggio 1957   |                 |
| 36 | Without Incident                          |                                  | 6 giugno 1957    |                 |
| 37 | Clash by Night                            |                                  | 13 giugno 1957   |                 |
| 38 | Ain't No Time for Glory                   | Non c'è tempo per la gloria      | 20 giugno 1957   | 7 ottobre 1959  |
| 39 | The Fabulous Irishman                     |                                  | 27 giugno 1957   |                 |

## Forbidden Area
- Prima televisiva: 4 ottobre 1956
- Diretto da: John Frankenheimer
- Scritto da: Rod Serling

### Trama
- Guest star: Vincent Price (Clark Simmons), Charlton Heston (maggiore Jesse Price), Diana Lynn (Katherine Hume), Tab Hunter (Stanley Smith), Jackie Coogan (sergente Ciocci), Victor Jory (generale Clumb), Charles Bickford (generale Keaton)

## Requiem for a Heavyweight
- Prima televisiva: 11 ottobre 1956
- Diretto da: Ralph Nelson
- Scritto da: Rod Serling

### Trama
- Guest star: Max Baer (Mike), Jack Palance (Harlan 'Mountain' McClintock), Kim Hunter (Grace Carney), Ed Wynn (Army), Keenan Wynn (Maish Rennick), Maxie Rosenbloom (Steve), Edgar Stehli (dottore), Stanley Adams (Parelli), Ned Glass (barista), Frank Richards (Fighter in Bar), Lyn Osborn (fotografo), Joe Abdullah (Fight Announcer)

## Sizeman and Son
- Prima televisiva: 18 ottobre 1956
- Diretto da: Vincent J. Donahue
- Scritto da: Elick Moll

### Trama
- Guest star: Dan Blocker (Lewis), Mona Freeman (Marie Sizeman), Farley Granger (Harold Sizeman), Peter Lorre (Karp), Lawrence Dobkin (Rosenzweig), Nan Boardman (Sophie), Than Wyenn (Wilinski), Peter Leeds (Larry Kogen), S. John Launer (Magnusson), Roberta Shore (Jennie), Frances Morris (Mrs. Morris), Ernestine Wade (Gladys), Jeanne Cooper (receptionist), Eddie Cantor (Morris Sizeman), Carol Morris (Francine), Frances Lax (Bessie), Ruth Ain (Miss Youssem)

## Rendezvous in Black
- Prima televisiva: 25 ottobre 1956
- Diretto da: John Frankenheimer
- Scritto da: James P. Cavanagh
- Soggetto di: Cornell Woolrich

### Trama
- Guest star: Franchot Tone (Johnny Marr), Laraine Day (Florence Strickland), Boris Karloff (Ward Allen), Tom Drake (Johnny Mark), Viveca Lindfors (Martine), Elizabeth Patterson (Mrs. Middleton)

## I loro sogni
- Prima televisiva: 1º novembre 1956
- Diretto da: James Neilson
- Scritto da: Paul Monash
- Soggetto di: John Cheever

### Trama
- Guest star: Frank Lovejoy (William Wiley), Barbara Hale (Julia Wiley), Felicia Farr (Anne Murchison), Kerwin Mathews (Clay Farrell), Herbert Rudley (Farrell), Jeanne Cooper (Shirl), John Zaremba (Murchison), Hugh Sanders (Robert Guiness), S. John Launer (Passenger)

## The Big Slide
- Prima televisiva: 8 novembre 1956
- Scritto da: Edmund Beloin, Dean Riesner

### Trama
- Guest star: Red Skelton (Buddy McCoy), Shirley Jones (May Marley), Murray Hamilton (Chick Tolliver), Jack Albertson (Al St. George), Jack Mulhall (Joe Ashley), Fay Spain (Crystal Vail), Lyn Osborn, Victor Sutherland (L. K. Zimmer)

## Heritage of Anger
- Prima televisiva: 15 novembre 1956
- Diretto da: Vincent J. Donahue
- Scritto da: Harold Jack Bloom

### Trama
- Guest star: Nina Foch (Libby Hanneman), Ralph Bellamy (Eddie Hanneman), Lloyd Bridges (Paul Fletcher), John Ericson (Johnny Hanneman), Tom Brown (Arthur Hanneman), Onslow Stevens (Sidney Lennox)

## Eloise
- Prima televisiva: 22 novembre 1956
- Diretto da: John Frankenheimer
- Scritto da: Leonard Spigelgass

### Trama
- Guest star: Evelyn Rudie (Eloise), Ethel Barrymore (se stessa), Louis Jourdan (Prince), Hans Conried (Rene), Charlie Ruggles (Murphy), Mildred Natwick (Nanny), Jack Mullaney (Tutor), Max 'slapsie Maxie' Rosenbloom (se stesso), Monty Woolley (se stesso), William Roerick (Manager), Inger Stevens (Joanna), Bartlett Robinson (avvocato), Kay Thompson (se stessa), Conrad Hilton (se stesso)

## Confession
- Prima televisiva: 29 novembre 1956
- Diretto da: Anton Leader
- Scritto da: Devery Freeman

### Trama
- Guest star: John Crawford (Gunman), Dennis O'Keefe (Ben Birch), June Lockhart (Amy Mathewson), Paul Stewart (Martin Hoeffer), Henry Daniell (Hubbell), Ivan Triesault (Carl Kersch), Charles Watts (Emerson Fricke), Chet Stratton (Bergstrom), Jason Johnson (Watchman), Romney Brent (Toby Mathewson)

## Made in Heaven
- Prima televisiva: 6 dicembre 1956
- Scritto da: Hagar Wilde

### Trama
- Guest star: Phyllis Kirk (Nancy Tennant), Imogene Coca (Elsa Meredith), Jacques Bergerac (Laszlo Vertes), Eddie Mayehoff (Phillip Dunlap), Robert Preston (Zachary Meredith), Sheila Bond (June), Benay Venuta (Marian Hunt)

## Sincerely, Willis Wayde
- Prima televisiva: 13 dicembre 1956
- Diretto da: Vincent J. Donahue
- Scritto da: Frank D. Gilroy
- Soggetto di: J. P. Marquand

### Trama
- Guest star: Peter Lawford (Willis Wayde), Charles Bickford (Henry Harcourt), Jeff Donnell (Sylvia), Jane Darwell (Mrs. Jacoby), Walter Abel (Wade), Howard Smith (P. L. Nagle), Edmon Ryan (Bryson Harcourt), Katherine Squire (Mrs. Wade), Sarah Churchill (Bess Harcourt)

## The Family Nobody Wanted
- Prima televisiva: 20 dicembre 1956
- Diretto da: John Frankenheimer
- Scritto da: George Bruce

### Trama
- Guest star: Lew Ayres (Carl Doss), Nanette Fabray (Helen Doss), Timothy Hovey (Donny), Cherylene Lee (Sue Yin)

## Fame di gloria
- Prima televisiva: 27 dicembre 1956
- Diretto da: Arthur Hiller
- Scritto da: William Sackheim

### Trama
- Guest star: Roy Roberts (colonnello Collery), Everett Sloane (colonnello John Templeton), Gene Evans (sergente Maddox), John Derek (tenente Norman Tucker), William Schallert (capitano Kingsley), H. M. Wynant (Free Horse), Marshall Bradford (Presiding Officer), Rick Vallin (Henshaw), Ben Wright (Prosecuting Attorney), Michael Granger (Little River), William Bryant (Calhoun), Ken Mayer (maggiore Downing), Anthony Lawrence (Reed), Robert Bice (Chief), William Henry (cittadino)

## Snowshoes: a Comedy of People and Horses
- Prima televisiva: 3 gennaio 1957
- Scritto da: Bob Barbash

### Trama
- Guest star: Kenny Delmar (Parker), Harpo Marx, Barry Sullivan (Hard Boiled Harry), Stuart Erwin (Sentimental Mousie), Marilyn Maxwell (Dolly), Wallace Ford (Rebel), John Carradine (Felix the Great), Addison Richards

## The Ninth Day
- Prima televisiva: 10 gennaio 1957
- Diretto da: John Frankenheimer
- Scritto da: Dorothy Baker, Howard Baker

### Trama
- Guest star: John Kerr (David McAdam), Piper Laurie (Ruth), James Dunn (Jackson), Victor Jory (reverendo Powell), Mary Astor (Virginia Jackson), Elizabeth Patterson (Zia Ida)

## So Soon to Die
- Prima televisiva: 17 gennaio 1957
- Diretto da: John Brahm
- Scritto da: Marc Brandel

### Trama
- Guest star: Lester Matthews (colonnello McKinley), Richard Basehart (Lionel Amblin), Sebastian Cabot (Blaize), Anne Bancroft (Isobel Waring), Torin Thatcher (sergente Galloway), Larry Gelbman (Sam), Victoria Ward (Jane Lovett), Ben Wright (Harold Bond), Barbara Morrison (Mrs. Trabert), Tita Purdom (Grace Pell)

## The Star Wagon
- Prima televisiva: 24 gennaio 1957
- Diretto da: Vincent J. Donahue
- Soggetto di: Maxwell Anderson

### Trama
- Guest star: Jackie Coogan (Hanus Wicks), William Bishop (Charles Duffy), Diana Lynn (Martha Minch), Eddie Bracken (Stephen Minch), Margaret Hayes (Halle Arrington), Billie Burke (Mrs. Rutledge)

## The Greer Case
- Prima televisiva: 31 gennaio 1957
- Scritto da: Whitfield Cook

### Trama
- Guest star: Melvyn Douglas (Howard Hoagland), Zsa Zsa Gábor (Erika Segnitz), Edmund Gwenn (Jack Baldwin), Anita Louise (Mabel Seymour Greer), Raymond Burr (Lester Friedman), Una Merkel (Louise Hoagland), Jane Darwell (Annie Jackson), Philip Reed (Francis Wells), Alan Marshal (Raymond Armbruster)

## The Miracle Worker
- Prima televisiva: 7 febbraio 1957
- Diretto da: Arthur Penn
- Scritto da: William Gibson

### Trama
- Guest star: Mickey Rooney (presentatore), Carroll McComas (Zia Ev), Paulene Myers (Viney), Milas G. Clark (Percy), Patricia McCormack (Helen Keller), Teresa Wright (Annie Sullivan), Burl Ives (capitano Keller), John Drew Barrymore (James Keller), Akim Tamiroff (Anagnos), Katharine Bard (Kate Keller), Jason Johnson (dottore)

## The Comedian
- Prima televisiva: 14 febbraio 1957
- Diretto da: John Frankenheimer
- Scritto da: Rod Serling

### Trama
- Guest star: Constance Ford (Connie), Mickey Rooney (Sammy Hogarth), Edmond O'Brien (Al Preston), Kim Hunter (Julie Hogarth), Mel Tormé (Lester Hogarth), Whit Bissell (Elwell), King Donovan (Director), Eddie Ryder (Jake), H. M. Wynant (Sonny), Mike Ross (Masseur)

## One Coat of White
- Prima televisiva: 21 febbraio 1957
- Scritto da: Leonard Spigelgass

### Trama
- Guest star: Darlene Albert (Marietta), Paul Henreid (Roland Lautisse), Claudette Colbert (Betsy Gregg), Leif Erickson (Ben Riggs), Larry Blyden (Luke), Mark Roberts (Bill)

## La storia di Elizabeth Blackwell
- Prima televisiva: 28 febbraio 1957
- Diretto da: James Neilson
- Scritto da: Mel Barr
- Soggetto di: Lloyd C. Douglas

### Trama
- Guest star: Joanne Dru (Elizabeth Blackwell), Dan O'Herlihy (dottor Keller), Charles Korvin (dottor Von Neff), Marshall Thompson (David), Keith Larsen (Howard), Wilton Graff (Samuel Blackwell), Philip Tonge (Dean Parkington), Paul Keast (Dean Robertson), Damian O'Flynn (dottor McKay), Joanna Barnes (Ellen Blackwell), Harvey Stephens (dottor Adams), Royal Dano, Barbara Hale

## Invitation to a Gunfighter
- Prima televisiva: 7 marzo 1957
- Diretto da: Arthur Penn
- Scritto da: Leslie Stevens

### Trama
- Guest star: Pat O'Brien (sceriffo Kyle Bickford), Hugh O'Brian (Matt Jeffers), Gilbert Roland (danzatrice), Anne Bancroft (Julie Bickford), Ray Collins (Harris Clayton)

## The Last Tycoon
- Prima televisiva: 14 marzo 1957
- Diretto da: John Frankenheimer
- Soggetto di: F. Scott Fitzgerald

### Trama
- Guest star: William Roerick (Kellogg), Robert F. Simon (Brady), Jack Palance (Monroe Stahr), Edward McNally (Whitey), Keenan Wynn (Lou Myrick), Peter Lorre (Pete Zavras), Viveca Lindfors (Kathleen Moore), Lee Remick (Cecelia Brady), John Hudson (Wylie White), Reginald Denny (Dean), Helen Kleeb (Birdy), Arthur Batanides (Van Dyke)

## The Hostess with the Mostest
- Prima televisiva: 21 marzo 1957
- Diretto da: Paul Nickell
- Scritto da: Hagar Wilde, Speed Lamkin

### Trama
- Guest star: Shepperd Strudwick (Charley Potter), Shirley Booth (Perle Mesta), Evelyn Rudie (Perle) (a Child), Frank Milan (Phillip Caldwell), Hedda Hopper (Maizie Weldon), Paul Millard (Forbes), Robert Lowery (George Mesta), Louise Beavers (Mattie Mae), Joan Wetmore (Emily), Edgar Barrier (Count)

## Charley's Aunt
- Prima televisiva: 28 marzo 1957
- Diretto da: Arthur Penn
- Scritto da: Leslie Stevens

### Trama
- Guest star: Jackie Coogan (Coach Sanderford), Art Carney (Lord Fancourt Babberly), Jeanette MacDonald (Donna Lucia d'Alvadores), Orson Bean (Charley Wyckham), Tom Tryon (Jack Chesney), Sue Randall (Kitty Verdun), Richard Haydn (Stephen Spettigue), Venetia Stevenson (Amy Spettigue), Gene Raymond (Sir Francis Chesney), Melville Cooper (Brassett)

## Clipper Ship
- Prima televisiva: 4 aprile 1957
- Diretto da: Oscar Rudolph
- Scritto da: Berne Giler
- Soggetto di: Stephen Longstreet

### Trama
- Guest star: Charles Bickford (capitano Joel Kingdom), Jan Sterling (Helen Ott), Steve Forrest (Matt Bowers), Helmut Dantine (Luis Obregon), Paul Fix (dottor Shaw), George Keymas (Reeder), Jack Grinnage (Jones)

## If You Knew Elizabeth
- Prima televisiva: 11 aprile 1957
- Diretto da: John Frankenheimer
- Scritto da: Tad Mosel

### Trama
- Guest star: Claire Trevor (Elizabeth Owen), Gary Merrill (Walter Hubbard), Ernest Truex (zio John), Natalie Schafer (Geneva), Doro Merande (Mrs. Adolph), Stephen Wootton (Schudy), Joi Lansing (Miss Swanson), Joe Sweeney (Owen)

## Three Men on a Horse
- Prima televisiva: 18 aprile 1957
- Diretto da: Arthur Hiller
- Scritto da: A. J. Russell

### Trama
- Guest star: Carol Channing (Mabel), Edward Everett Horton (Mr. Carver), Jack Carson (Patsy), Mona Freeman (Audrey Trowbridge), Johnny Carson (Erwin Trowbridge), Larry Blyden (Clarence), Allen Jenkins (Harry), Frank McHugh (Charlie), Arnold Stang (Frankie), Jane Darwell (Lady on Bus)

## Four Women in Black
- Prima televisiva: 25 aprile 1957
- Diretto da: Bernard Girard
- Scritto da: Bernard Girard

### Trama
- Guest star: Katy Jurado (Sorella Monica), Helen Hayes (Sorella Theresa), Ralph Meeker (Carbine Webb), Janice Rule (Sorella Martha), Jim Davis (sceriffo), Narda Onyx (Sorella Hyacinth), Lita Milan (Carmen), Rudy Alonzo (Pepito)

## Child of Trouble
- Prima televisiva: 2 maggio 1957
- Scritto da: James P. Cavanagh
- Soggetto di: Selma Robinson

### Trama
- Guest star: Patricia McCormack (Toby Green), Ricardo Montalbán (Teddy Green), Joan Blondell (Helen Green), Chester Morris (Warden), Richard Arlen (Louis Contino), Frank Puglia (Green, Sr.), Lillian Roth (Irene Contino)

## Homeward Borne
- Prima televisiva: 9 maggio 1957
- Diretto da: Arthur Hiller
- Scritto da: Halsted Welles
- Soggetto di: Ruth Chatterton

### Trama
- Guest star: Paulene Myers (Louise), Richard Kiley (Bob Lyttleton), Linda Darnell (Meg Lyttleton), Keith Andes (Andy Colby), Richard Eyer (Tommy Lyttleton), Sarah Selby (Secretary), Rene Korper (Ben), Steve Firstman (Paul)

## The Helen Morgan Story
- Prima televisiva: 16 maggio 1957
- Diretto da: George Roy Hill
- Scritto da: Leonard Spigelgass, Paul Monash

### Trama
- Guest star: Polly Bergen (Helen Morgan), Sylvia Sidney (Lulu Morgan), Hoagy Carmichael (Marty Dix), Benay Venuta (Texas Guinan), Robert Lowery (Roy Patterson), Reginald Denny (George White), Ronnie Burns (Bobby Talbot), Lili Gentle (Marilyn Flood)

## Winter Dreams
- Prima televisiva: 23 maggio 1957
- Diretto da: John Frankenheimer
- Scritto da: James P. Cavanagh
- Soggetto di: F. Scott Fitzgerald

### Trama
- Guest star: Raymond Bailey (Mr. Holt), Darryl Hickman (Larry), Robert F. Simon (Joe Green), Dana Wynter (Judy Holt), John Cassavetes (Dexter Green), Mildred Dunnock (Martha Green), Phyllis Love (Irene Hedrich), Edmund Gwenn (Gordon), Peter Votrian (Dexter) (a Child), Howard Wendell (Hedrich), Tom Palmer (Sandwood), Lana Wood (Judy) (a Child), Helen Kleeb (infermiera), Howard Price (McKenna)

## Circle of the Day
- Prima televisiva: 30 maggio 1957
- Diretto da: Arthur Hiller
- Soggetto di: Helen Howe

### Trama
- Guest star: Michael Rennie (Eric Millet), Nancy Kelly (Barbara Millet), Zsa Zsa Gábor (Marta Lorenz), Pamela Mason (Mona), Gladys Cooper (Mrs. Millet), Mary Wickes (Grace), Portland Mason (Jane Millet)

## Without Incident
- Prima televisiva: 6 giugno 1957
- Diretto da: Charles Marquis Warren
- Scritto da: David Victor, Herbert Little, Jr.
- Soggetto di: Charles Marquis Warren

### Trama
- Guest star: Ann Sheridan (Kathy), John Ireland (sergente Turley), Julie London (Angela), H. M. Wynant, Rodolfo Acosta, John Pickard, Irene Tedrow, Richard Shannon, Bing Russell, Errol Flynn (capitano Russell Bidlack)

## Clash by Night
- Prima televisiva: 13 giugno 1957
- Diretto da: John Frankenheimer
- Scritto da: F. W. Durkee, Jr.
- Soggetto di: Clifford Odets

### Trama
- Guest star: Lloyd Bridges (Earl Pfeiffer), E. G. Marshall (Jerry Wilenski), Edgar Stehli (Vincent Kress), John Bleifer (Mr. Wilenski), Kim Stanley (Mae Wilinski)

## Non c'è tempo per la gloria
- Prima televisiva: 20 giugno 1957
- Diretto da: Oscar Rudolph
- Scritto da: Malvin Wald, Jack Jacobs

### Trama
- Guest star: Richard Jaeckel (sergente Luke Mertz), Gene Barry (tenente Roy Koalton), John Drew Barrymore (tenente Stegel), Bruce Bennett (tenente Col. Granville), Eddie Ryder (sergente Webbner), Joe De Santis (Maurice Remy), Dan Barton (caporale Kelson), John Beradino (sergente Prados), William Bryant (soldato Tanier)

## The Fabulous Irishman
- Prima televisiva: 27 giugno 1957
- Diretto da: John Frankenheimer
- Scritto da: Elick Moll

### Trama
- Guest star: Art Carney (Robert Briscoe), Katharine Bard (Lillian Isaacs), Michael Higgins (Jamie Farrow), Charles Davis (Sean O'Brien), Eli Mintz (Isaacs)